# Matija Žvanut
Matija Žvanut, slovenski trgovec in kulturni delavec, * 12. februar 1832, Lozice, † 5. avgust 1881, Trst.

## Življenje in delo
Gimnazijo je končal v Gorici. Po družinskem izročilu naj bi študiral pravo, toda nevarnost vpoklica v vojsko naj bi mu to preprečila. Pred vojaško suknjo naj bi se rešil z zaposlitvijo pri svaku Andreju Danevu na Opčinah, ki je bil vojni dobavitelj. Kasneje se je zaposlil v Trstu pri lesni industriji Schiffmann&Lautmann, kjer je bil nazadnje prokurist.
V letih 1861–62 se je spoprijateljil s Franom Levstikom s katerim se je dopisoval do smrti. V Trstu je pridobival naročnike za Levstikovega Pavliho, sodeloval pa je tudi pri tržaškem Juriju s pušo. Bil je član mnogih slovenskih društev, več let tudi predsednik čitalnice v Rojanu. Denarno pa je podpiral tudi druge slovenske literarne zavode ter Delavsko podporno društvo v Trstu.